# Monika Maciejewská
Monika Katarzyna Maciejewska-Banitová (* 22. květen 1970 Varšava, Polsko) je bývalá polská sportovní šermířka, která se specializovala na šerm fleretem a od roku 1997 na šerm kordem. Polsko reprezentovala v devadesátých letech a v prvním desetiletí jednadvacátého století. Na olympijských hrách startovala v roce 1992 v šermu fleretem v soutěži jednotlivkyň a družstev. V roce 1997, 1998, 2000 obsadila třetí místo na mistrovství Evropy v soutěži jednotlivkyň v šermu kordem. S polským družstvem kordistek vybojovala třetí místo na mistrovství Evropy v roce 1998.